# Lemme d'Aubin–Lions
 (juin 2023).
En mathématiques, le lemme (ou théorème) d'Aubin-Lions est un résultat de la théorie des espaces de Sobolev, qui fournit un critère de compacité utile dans l'étude des équations aux dérivées partielles non-linéaires. Typiquement, pour prouver l'existence de solutions on construit d'abord des solutions approchées (par exemple, par une méthode de Galerkine ou par régularisation de l'équation), puis on utilise le lemme de compacité pour montrer qu'il existe une sous-suite convergente de solutions approchées dont la limite est une solution.
Le résultat porte le nom des mathématiciens français Jean-Pierre Aubin et Jacques-Louis Lions. Dans la preuve originale d'Aubin, les espaces X0 et X1 dans l'énoncé du lemme étaient supposés être réflexifs, mais cette hypothèse a été supprimée par Simon. Pour cette raison, le résultat est parfois connu sous le nom de lemme d'Aubin–Lions–Simon.

## Énoncé du lemme
Soient X0, X et X1 trois espaces de Banach avec X0 ⊆ X ⊆X1. Supposons que X 0 est plongé de manière compacte dans X et que X est continûment plongé dans X1. Pour {\displaystyle 1\leq p,q\leq \infty }, soit
{\displaystyle W=\{u\in L^{p}([0,T];X_{0})\mid {\dot {u}}\in L^{q}([0,T];X_{1})\}.}
(i) Si {\displaystyle p<\infty }, alors le plongement de W dans {\displaystyle L^{p}([0,T];X)} est compact.
(ii) Si {\displaystyle p=\infty } et {\displaystyle q>1}, alors le plongement de W dans {\displaystyle C([0,T];X)} est compact.

## Référence
- (en) Cet article est partiellement ou en totalité issu de l’article de Wikipédia en anglais intitulé « Aubin–Lions lemma » (voir la liste des auteurs).